# Alopecosa fuerteventurensis
Alopecosa fuerteventurensis är en spindelart som beskrevs av Jörg Wunderlich 1992. Alopecosa fuerteventurensis ingår i släktet Alopecosa och familjen vargspindlar.
Artens utbredningsområde är Kanarieöarna. Inga underarter finns listade i Catalogue of Life.